# Jeux paralympiques d'hiver de 2002
Les Jeux paralympiques d'hiver 2002, VIIIes Jeux paralympiques d'hiver, se sont déroulés à Salt Lake City dans l'Utah du 7 au 16 mars 2002.

## Organisation

### Cérémonie d'ouverture
Les Jeux ouvrent le 7 mars 2002,.

### Cérémonie de clôture
Les Jeux se terminent le 16 mars 2002.

## Les sports pratiqués
Quatre sports sont pratiqués :
- Ski alpin (53 épreuves)
- Ski nordique (38 épreuves de ski de fond et de biathlon)
- Hockey sur luge
- Biathlon[3].

## Nations participantes
La principauté d’Andorre, le Chili, la République Populaire de Chine, la Grèce, la Croatie et la Hongrie participèrent pour la première fois.

## Tableau des médailles
À la suite des épreuves du 16 mars, les dix premiers au tableau des médailles étaient :
| Rang | Nation           | Or | Argent | Bronze | Total |
| ---- | ---------------- | -- | ------ | ------ | ----- |
| 1er  | Allemagne        | 17 | 1      | 15     | 33    |
| 2e   | États-Unis       | 10 | 22     | 11     | 43    |
| 3e   | Norvège          | 10 | 3      | 6      | 19    |
| 4e   | Autriche         | 9  | 10     | 10     | 29    |
| 5e   | Russie           | 7  | 9      | 5      | 21    |
| 6e   | Canada           | 6  | 4      | 5      | 15    |
| 7e   | Suisse           | 6  | 4      | 2      | 12    |
| 8e   | Australie        | 6  | 1      | 0      | 7     |
| 9e   | Finlande         | 4  | 1      | 3      | 8     |
| 10e  | Nouvelle-Zélande | 4  | 0      | 2      | 6     |